# Ichneumon norvegicus
Ichneumon norvegicus là một loài tò vò trong họ Ichneumonidae.